# Carl Albert Anderson
Carl Albert Anderson, benævnt Anderson i Bromma senere Anderson i Stockholm af Riksdagen, (født 19. juli 1899 i Filipstad, død 20. juli 1968 i Stockholm) var en svensk arkitekt og socialdemokratisk politiker, der sad i Stockholms byråd i en årrække.

## Biografi
Anderson var talsmand for Konsumentföreningen Stockholm fra 1942–64 og for Kooperativa Förbundet 1957–64. Han var medlem af Stockholms byråd fra 1938 og i perioden 1942–68 dets formand. Fra 1954 tilhørte han Rigsdagens første kammer og udarbejdede samlet 43 forslag i sin embedstid, bl.a. om undervisning, forskning, kulturstøtte og juridiske problemer, eksempelvis idéen om en oprettelse af en domstolsstyrelse for revisionsspørgsmål. Han lavede også forespørgsler i forbindelse med selve behandlingen af revisionssager
Han var formand for Svenska Gymnastikförbundet og det Svenske Firmaidrætsforbund, medlem af bestyrelsen for Stockholms Högskola 1947–60 og bestyrelsesformand for Stockholms Stadion fra 1957. Desuden medlem af 1944-udvalget for kommunalt samarbejde.
I Stockholms Södra stations nærområde, er en gade opkaldt efter ham, Carl Alberts Gränd (gyde). Carl Albert Anderson er begravet i mindelunden på Skogskyrkogården i Stockholm.
- Sturehofs Slot nyrestaureret 1957 med stadsantikvar Gösta Selling og byrådsformanden Anderson ved én af slottets mange Marieberg-kakkelovne.
- Carl Albert Andersons åbningstale i Vällingby Centrum den 14. november 1954.